# Ericsson
Telefonaktiebolaget LM Ericsson, tên thương mại Ericsson, là một công ty mạng và viễn thông đa quốc gia của Thụy Điển có trụ sở tại Stockholm. Công ty cung cấp dịch vụ, phần mềm và cơ sở hạ tầng về công nghệ thông tin và truyền thông cho các nhà khai thác viễn thông, thiết bị mạng viễn thông và giao thức Internet (IP) truyền thống, băng thông rộng di động và cố định, các dịch vụ hỗ trợ kinh doanh và vận hành, truyền hình cáp, IPTV, hệ thống video và hoạt động dịch vụ khác.
Ericsson đã chiếm 27% thị phần trong thị trường cơ sở hạ tầng mạng di động 2G/3G/4G vào năm 2018.
Công ty được Lars Magnus Ericsson thành lập vào năm 1876. Tính đến  năm 2016 công ty có trụ sở tại Stockholm, Thụy Điển. Ericsson có khoảng 95.000 người và hoạt động tại khoảng 180 quốc gia. Ericsson nắm giữ hơn 49.000 bằng sáng chế được cấp tính đến tháng 9 năm 2019, bao gồm nhiều bằng sáng chế trong lĩnh vực thông tin liên lạc không dây. Ericsson là nhà phát minh công nghệ Bluetooth.

## Lịch sử

### Thành lập

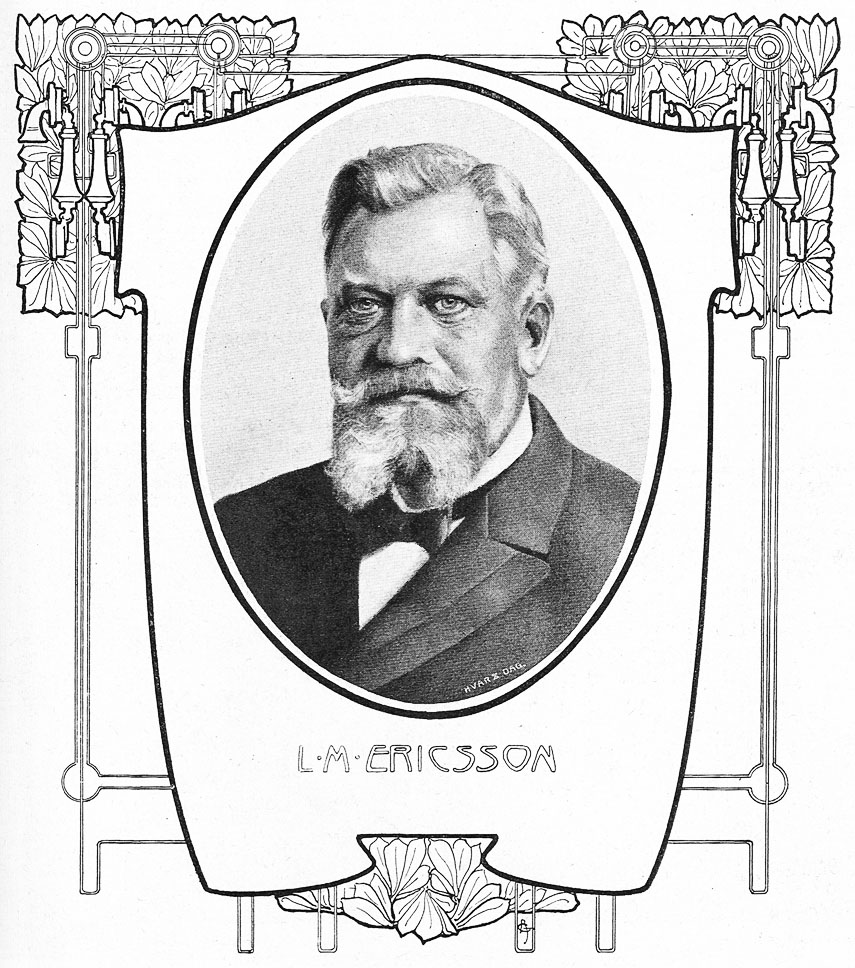
Lars Magnus Ericsson

Lars Magnus Ericsson bắt đầu liên kết với điện thoại khi còn trẻ với tư cách là một nhà sản xuất nhạc cụ. Ông làm việc cho một công ty sản xuất thiết bị điện báo cho cơ quan chính phủ Thụy Điển Telegrafverket. Năm 1876, ở tuổi 30, ông thành lập một cửa hàng sửa chữa điện báo với sự giúp đỡ từ người bạn Carl Johan Andersson ở trung tâm Stockholm và sửa chữa điện thoại do nước ngoài sản xuất. Năm 1878, Ericsson bắt đầu sản xuất và bán thiết bị điện thoại của riêng mình. Điện thoại của ông không có các đổi mới về mặt kỹ thuật. Năm 1878, ông đã thỏa thuận cung cấp điện thoại và tổng đài cho công ty điều hành viễn thông đầu tiên của Thụy Điển, Stockholms Allmänna Telefonaktiebolag.
Cũng trong năm 1878, nhà nhập khẩu điện thoại địa phương Numa Peterson đã thuê Ericsson để điều chỉnh một số điện thoại từ Bell Telephone Company. Ông đã mua một số điện thoại của Siemens và phân tích công nghệ của chúng; Ericsson đã có một thời gian nghiên cứu tại Siemens một vài năm trước đó. Ông quen thuộc với điện thoại của Bell và Siemens Halske thông qua công việc sửa chữa điện thoại tại công ty riêng cho Telegrafverket và Đường sắt quốc gia Thụy Điển. Ông đã cải tiến các thiết kế này để sản xuất một điện thoại chất lượng cao hơn được các công ty điện thoại mới như Rikstelefon sử dụng để cung cấp dịch vụ rẻ hơn so với Bell Group. Ericsson không có vấn đề về bằng sáng chế hay tiền bản quyền vì Bell đã không cấp bằng sáng chế cho các phát minh của họ ở Scandinavia. Việc ông đã từng làm việc như một nhà sản xuất nhạc cụ đã được phản ánh trong tiêu chuẩn hoàn thiện và thiết kế trang trí công phu của điện thoại Ericsson trong giai đoạn này. Vào cuối năm, ông bắt đầu sản xuất điện thoại giống như của Siemens; sản phẩm đầu tiên được hoàn thành vào năm 1879. 
Ericsson trở thành nhà cung cấp thiết bị điện thoại lớn cho Scandinavia. Nhà máy của nó không thể theo kịp nhu cầu; mộc và mạ kim loại đã được ký hợp đồng. Phần lớn nguyên liệu thô được nhập khẩu; trong những thập kỷ tiếp theo, Ericsson đã mua lại một số công ty để đảm bảo nguồn cung cấp đồng thau, dây điện, ebonite và thép nam châm. Phần lớn gỗ óc chó dùng làm vỏ được nhập khẩu từ Hoa Kỳ.
Mạng điện thoại của Stockholm đã mở rộng năm đó và công ty đã cải tổ thành nhà sản xuất điện thoại. Khi Bell mua mạng điện thoại lớn nhất ở Stockholm, nó chỉ cho phép điện thoại của hãng này được sử dụng với mạng trên. Thiết bị của Ericsson được bán chủ yếu cho các hiệp hội điện thoại miễn phí ở vùng nông thôn Thụy Điển và các quốc gia Bắc Âu khác. 
Giá thiết bị và dịch vụ của Bell đã khiến Henrik Tore Cedergren thành lập một công ty điện thoại độc lập có tên Stockholms Allmänna Telefonaktiebolag vào năm 1883. Vì Bell không cung cấp thiết bị cho các đối thủ cạnh tranh, Cedegren đã lập một hiệp ước với Ericsson để cung cấp thiết bị cho mạng điện thoại mới của mình. Năm 1918, các công ty này đã được sáp nhập vào Allmänna Telefonaktiebolaget LM Ericsson.
Vào năm 1884, một tổng đài điện thoại thủ công nhiều tổng đài đã được sao chép từ thiết kế của C.   E. Scribner tại Western Electric. Điều này là hợp pháp vì thiết bị trên không được cấp bằng sáng chế ở Thụy Điển, mặc dù tại Hoa Kỳ, nó đã giữ bằng sáng chế 529421 kể từ năm 1879. Một tổng đài có thể xử lý tới 10.000 đường điện thoại. Năm sau, LM Ericsson và Cedergren đã đi thăm Hoa Kỳ, ghé thăm một số trạm trao đổi điện thoại để lấy "cảm hứng". Họ thấy rằng các thiết kế tổng đài của Hoa Kỳ tiên tiến hơn nhưng điện thoại của Ericsson tương đương với các điện thoại khác.  
Năm 1884, một kỹ thuật viên tên Anton Avén tại Stockholms Allmänna Telefonaktiebolag đã kết hợp tai nghe và ống nói của một chiếc điện thoại tiêu chuẩn vào một chiếc điện thoại. Nó được các nhà khai thác trong các sàn giao dịch sử dụng, nơi các nhà khai thác cần có một tay được tự do khi nói chuyện với khách hàng. Ericsson đã chọn phát minh này và kết hợp nó vào các sản phẩm của Ericsson, bắt đầu với một chiếc điện thoại có tên The Dachshund.